# انجمن کلوترودیس برای فیلم‌های مستقل
انجمن کلوترودیس برای فیلم‌های مستقل (انگلیسی: Chlotrudis Society for Independent Films) سازمانی غیرانتفاعی است که جوایز کلوترودیس را اهدا می‌کند. عضویت در این انجمن شامل «جامعه فیلم بوستون...منتقدان، برنامه‌ریزان جشنواره‌های فیلم، برگزارکنندگان تئاتر و نمایندگان کنسولگری‌ها در بوستون» می‌شود.